# Уйсьце
Уйсьце (пол. Ujście, нем. Usch)  —  город  в Польше, входит в Великопольское воеводство,  Пилский повят.  Занимает площадь 5,78 км². Население 3888 человек (на 2004 год).